# Ntchisi (district)
Ntchisi is een district in de centrale regio van Malawi. Het district heeft een inwoneraantal van 167.880 en een oppervlakte van 1655 km². Dit betekent dus dat het district een bevolkingsdichtheid heeft van 101,44 inwoners per km².